# Carlia leucotaenia
Carlia leucotaenia es una especie de escincomorfos de la familia Scincidae.

## Distribución geográfica
Es endémica de Ceram y de las islas Lease (Indonesia).